# Parathyma pravara
Parathyma pravara är en fjärilsart som beskrevs av Moore 1857. Parathyma pravara ingår i släktet Parathyma och familjen praktfjärilar. Inga underarter finns listade i Catalogue of Life.